# Viola Silas
Viola Silas, född 26 maj 2006, är en svensk varmblodig travhäst som tränades och kördes av Fredrik Persson.
Viola Silas tävlade mellan åren 2009–2013 och sprang in totalt 6,7 miljoner kronor på 36 starter. Hon var obesegrad i karriärens 15 första starter. Bland de främsta segrarna kan nämnas Breeders' Crown (2009), Drottning Silvias Pokal (2010), Stochampionatet (2010), Derbystoet (2010) och H.K.H.Prins Daniels Lopp (2011).

## Karriär
Viola Silas gjorde sin första start som treåring då hon vann ett lopp för treåriga ston på Kalmartravet den 6 mars 2009. Viola Silas var obesegrad genom hela sin debutsäsong som treåring då hon gjorde 12 starter och vann samtliga. Totalt sprang Viola Silas in 2,1 miljoner kronor under sin treåringssäsong. Bland de främsta segrarna som treåring kan nämnas Guldstoet på Axevalla travbana, E3-finalen för treåriga ston på Färjestad travbana och Breeders' Crown för treåriga ston på Eskilstuna travbana.
Efter den framgångsrika debutsäsongen utnämndes Viola Silas till "Årets Sto" 2009 på Hästgalan i Göteborg. Hon var även nominerad till ”Årets treåring” och ”Årets häst”.
Fyraåringssäsongen 2010 inledde Viola Silas med att ta tre raka segrar. I säsongens tredje start vann hon Drottning Silvias Pokal på Åbytravet med fyra längder. Karriärens första förlust kom i den 16:e starten den 27 juni 2010 på Kalmartravet då hon var trea bakom stallkamraten Lemon Drop Kid. Den 25 juli 2010 vann Viola Silas Stochampionatet på Axevalla. Segern i Stochampionatet följdes upp med seger i uttagningslopp och final av Derbystoet på Jägersro. Fyraåringssäsongen avslutades med en tredjeplats i Breeders' Crown för fyraåriga ston på Sundbyholms travbana.
Säsongen 2011 fortsatte framgångarna för Viola Silas. Den 12 maj var hon tvåa (slagen med en hals) i Lovely Godivas Lopp på Åbytravet. Andraplatsen följdes upp med en seger i H.K.H.Prins Daniels Lopp på Gävletravet den 21 maj, där hon vann med två längder före tvåan Sebastian K. Som sexåring, och i sin tredje sista start, kom Viola Silas trea i Sundsvall Open Trot på Bergsåker travbana. Viola Silas gjorde sin sista start den 25 juli 2013 i ett stolopp på Kalmartravet där hon slutade på femteplats.